# Hippolyte nicholsoni
Hippolyte nicholsoni är en kräftdjursart som beskrevs av Fenner A. Chace 1972. Hippolyte nicholsoni ingår i släktet Hippolyte och familjen Hippolytidae. Inga underarter finns listade i Catalogue of Life.